# Tepic
Tepic é uma cidade mexicana, capital do estado de Nayarit. Tepic ergue-se a uma altitude acima do nível do mar de cerca de 930 metros, às margens dos rio Tepic e do rio Mololoa, cerca de 225 quilômetros a noroeste de Guadalajara, estado de Jalisco. Perto está o extinto vulcão Sangangüey e seu lago da cratera. Tepic é o principal centro urbano desta rica região agrícola, principais culturas são cana de açúcar, tabaco e frutas cítricas.
A cidade foi fundada em 1542. No censo de 2005, ela relatou uma população de 295,204 pessoas. Seu concelho de mesmo nome, tinha uma população de 336,403. O município tem uma área de 1983,3 km ². Devido ao seu tamanho e localização torna-se a chamada área metropolitana da cidade de Xalisco, formando a região metropolitana de Tepic. 

## Cidades-irmãs
- Paramount, Estados Unidos
- Velha Havana, Cuba
- Compostela, México
- Sydney, Austrália

## Curiosidades
Tepic é a cidade-natal da atriz Maria Antonieta de Las Nieves, conhecida por interpretar Chiquinha e Dona Neves no seriado Chaves. 